# نون بلا سكون (رواية)
نون بلا سكون رواية اجتماعية رومانسية عن أدب وواقع المرأة في مصر.
تتناول الرواية قصصًا حقيقية، تُقدم من خلالها كاتباتها، لواقع المرأة المصرية وعلاقتها بالرجل. وتُعبر الكاتبات عن المرأة بإحساسها وأمنياتها بكل ما لها وعليها. وتناقش الرواية العادات بالية والأفكار المتطرفة عن الدين وتأخر سن الزواج ومفهوم التعدد الخاطئ، والذي يتم تطبيقه بشكل خاطئ والاختيار الخاطئ لكل الزوجين وأسباب الخيانة. وجاء اسم العمل تيمنًا بنون النسوة المعبرة عن الحالة الأنثوية في اللغة، وتعبيرًا عن رغبة كل امرأة في عيش حالة من السكون.
الرواية هي عمل مشترك بين خمسة كاتبات، وهن كل من ماجدة محمد المعداوي، خريجة فنون جميلة قسم ديكور، ونهى عاصم، خريجة كلية الآداب من قسم وثائق ومكتبات بجامعة الإسكندرية وريهام عبد المجيد الجزار، خريجة كلية الآداب من قسم الاجتماع بجامعة الإسكندرية ومنيرة، مصرية مقيمة بأمريكا وتخرجت في كلية تجارة بجامعة الإسكندرية عام 1987، وكريمة، خريجة كلية الآداب من جامعة الإسكندرية من قسم علم نفس عام 1994.